# Anthrenoides
Anthrenoides (лат.) — род пчёл из семейства Andrenidae.

## Распространение
Южная Америка: Аргентина, Бразилия, Парагвай.

## Описание
Мелкие пчёлы (длина от 5 до 7 мм). Переднее крыло с тремя субмаргинальными ячейками. Лицо чёрное. Глаза голые, без волосков. Шпоры голеней средней пары ног с тонкими зубчиками.

## Классификация
Род был описан в 1907 году по единственному виду и долго оставался олиготипическим, включая пять видов. И только в 2000-е годы были открыты и описаны ещё около полусотни новых видов. Род включён в трибу Protandrenini из подсемейства Panurginae.
- A. admirabilis Urban, 2005
- A. affinis Urban, 2007
- A. albinoi Urban, 2005
- A. alineae Urban, 2008
- A. alvarengai Urban, 2007
- A. antonii Urban, 2005
- A. araucariae Urban, 2005
- A. atriventris (Schrottky, 1907)
- A. birgitae Urban, 2008
- A. bocainensis Urban, 2007
- A. caatingae Urban, 2006
- A. cearensis Urban, 2006
- A. corrugatus Urban, 2005
- A. cyphomandrae Urban, 2005
- A. deborae Urban, 2006
- A. densopunctatus Urban, 2005
- A. digitatus Urban, 2007
- A. elegantulus Urban, 2005
- A. elioi Urban, 2008
- A. falsificus Urban, 2007
- A. faviziae Urban, 2005
- A. flavifrons (Vachal, 1909)
- A. flavomaculatus Urban, 2007
- A. francisci Urban, 2008
- A. gibbosus Urban, 2008
- A. glossatus Urban, 2007
- A. guarapuavae Urban, 2005
- A. guttulatus Urban, 2005
- A. jordanensis Urban, 2007
- A. kelliae Urban, 2008
- A. labratus Urban, 2007
- A. langei Urban, 2005
- A. lavrensis Urban, 2007
- A. magaliae Urban, 2005
- A. meloi Urban, 2005
- A. meridionalis (Schrottky, 1906)
- A. micans Urban, 1995
- A. nigrinasis (Vachal, 1909)[9][10]
- A. nordestinus Urban, 2006
- A. ornatus Urban, 2005
- A. palmeirae Urban, 2005
- A. paolae Urban, 2005
- A. paranaensis Urban, 2005
- A. paulensis Urban, 2008
- A. petrolinensis Urban, 2006
- A. petuniae Urban, 2005
- A. pinhalensis Urban, 2005
- A. politus Urban, 2005
- A. reticulatus Urban, 2005
- A. rodrigoi Urban, 2005
- A. santiagoi Urban, 2005
- A. serranicola Urban, 2005
- A. sidiae Urban, 2008
- A. sulinus Urban, 2008
- A. wagneri (Vachal, 1909)
- A. zanellai Urban, 2005